# Episodi di Ben Casey (quinta stagione)
La quinta stagione della serie televisiva Ben Casey è andata in onda negli Stati Uniti dal 13 settembre 1965 al 21 marzo 1966 sulla ABC.
| nº | Titolo originale                                                | Prima TV USA | Titolo italiano   | Prima TV Italia |
| -- | --------------------------------------------------------------- | ------------ | ----------------- | --------------- |
| 1  | War of Nerves                                                   |              | 13 settembre 1965 |                 |
| 2  | O the Big Wheel Turns by Faith                                  |              | 20 settembre 1965 |                 |
| 3  | A Nightingale Named Nathan                                      |              | 27 settembre 1965 |                 |
| 4  | Run for Your Lives, Dr. Galanos Practices Here                  |              | 4 ottobre 1965    |                 |
| 5  | Because of the Needle, the Haystack was Lost                    |              | 11 ottobre 1965   |                 |
| 6  | What to Her is Plato?                                           |              | 18 ottobre 1965   |                 |
| 7  | Francini? Who is Francini?                                      |              | 25 ottobre 1965   |                 |
| 8  | Then I, and You, and All of Us Fall Down                        |              | 1º novembre 1965  |                 |
| 9  | No More, Cried the Rooster—There Will Be Truth                  |              | 8 novembre 1965   |                 |
| 10 | The Importance of Being 65937                                   |              | 15 novembre 1965  |                 |
| 11 | When Givers Prove Unkind                                        |              | 22 novembre 1965  |                 |
| 12 | The Man from Quasilia                                           |              | 29 novembre 1965  |                 |
| 13 | Why Did the Day Go Backwards?                                   |              | 6 dicembre 1965   |                 |
| 14 | If You Really Want to Know What Goes On In a Hospital...        |              | 20 dicembre 1965  |                 |
| 15 | If You Play Your Cards Right, You Too Can Be a Loser            |              | 27 dicembre 1965  |                 |
| 16 | In Case of Emergency, Cry Havoc                                 |              | 6 gennaio 1966    |                 |
| 17 | Meantime, We Shall Express Our Darker Purpose                   |              | 20 gennaio 1966   |                 |
| 18 | For San Diego, You Need a Different Bus                         |              | 17 gennaio 1966   |                 |
| 19 | Smile, Baby, Smile, It's Only Twenty Dols of Pain               |              | 24 gennaio 1966   |                 |
| 20 | Fun and Games and Other Tragic Things                           |              | 31 gennaio 1966   |                 |
| 21 | Weave Nets to Catch the Wind                                    |              | 7 febbraio 1966   |                 |
| 22 | Lullaby for a Wind-Up Toy                                       |              | 16 febbraio 1966  |                 |
| 23 | Where Did All the Roses Go?                                     |              | 21 febbraio 1966  |                 |
| 24 | Twenty-Six Ways to Spell Heartbreak, A, B, C, D ...             |              | 28 febbraio 1966  |                 |
| 25 | Pull the Wool Over Your Eyes, Here Comes the Cold Wind of Truth |              | 14 marzo 1966     |                 |
| 26 | Then, Suddenly, Panic                                           |              | 21 marzo 1966     |                 |

## War of Nerves
- Titolo originale: War of Nerves
- Diretto da: Richard C. Sarafian
- Scritto da: Alfred Brenner e Howard Dimsdale

### Trama
- Guest star: Antoinette Bower, Diana Douglas, Leslie Nielsen (figlio di Dr. Jeff English), Malachi Throne, Richard Devon, Shary Marshall

## O the Big Wheel Turns by Faith
- Titolo originale: O the Big Wheel Turns by Faith
- Diretto da: Marc Daniels
- Scritto da: Howard Dimsdale e Lionel E. Siegel

### Trama
- Guest star: James Farentino (Lloyd Marsh), Jim McMullan (dottor Terry McDaniel), Stephen McNally (Arthur Spaulding), David Davidson (Janet Spaulding), Gregory Morton (Walter Williams), Malachi Throne (Martin Phelps), R. N. Bullard, Marty Jordan (giornalaio), Shary Marshall (Marion Root)

## A Nightingale Named Nathan
- Titolo originale: A Nightingale Named Nathan
- Diretto da: John Meredyth Lucas
- Scritto da: Howard Dimsdale e Chester Krumholz

### Trama
- Guest star: Barbara Turner De Hubp (Fanny Birnbaum), Stephen McNally (Arthur Spaulding), Claire Wilcox (Bootsie Cabot), Howard Da Silva (Nathan Birnbaum), Gregory Morton (Walter Williams), Sidney Clute (Miller), Jim McMullan (dottor Terry McDaniel), Sam Weston (Howard Bronfman), Susan Flannery (Elinor Cabot), Don Marshall (Charles Stearns), Allen Jenkins (Moser)

## Run for Your Lives, Dr. Galanos Practices Here
- Titolo originale: Run for Your Lives, Dr. Galanos Practices Here
- Diretto da: Vince Edwards
- Scritto da: Howard Dimsdale e Barry Oringer

### Trama
- Guest star: Michael Ansara (dottor Arthur Galanos), Betsy Jones-Moreland (Elly Galanos), Robert Phillips (Humberto), Nehemiah Persoff (Don Fernando), Jim McMullan (dottor Terry McDaniel), Gregory Morton (Walter Williams), Noam Pitlik (patologo), Rico Alaniz (Juan Pablo), Robert Random (Robert Galanos), Claire Wilcox (Bootsie Cabot)

## Because of the Needle, the Haystack was Lost
- Titolo originale: Because of the Needle, the Haystack was Lost
- Diretto da: Alan Crosland Jr.
- Scritto da: Howard Dimsdale e John Meredyth Lucas

### Trama
- Guest star: Hari Rhodes (dottor Mayhew), Byron Morrow (dottor Lewis), Gladys Cooper (dottor Hager Brandt), Ann Harding (Edith Summers), Jim McMullan (dottor Terry McDaniel), Gregory Morton (Walter Williams), Malachi Throne (Martin Phelps), Walter Reed (Wilfred Blake), George Murdock (Byron Davis), Claire Wilcox (Bootsie Cabot)

## What to Her is Plato?
- Titolo originale: What to Her is Plato?
- Diretto da: Marc Daniels
- Scritto da: Howard Dimsdale e Richard H. Landau

### Trama
- Guest star: Bette Treadville (anziana), Gregory Morton (Walter Williams), Julie Sommars (Ruth Ann Carmody), Bernie Kopell (Al Banner), Jim McMullan (dottor Terry McDaniel), Noam Pitlik (patologo), Linda Lawson (Laura Fremont), Malachi Throne (Martin Phelps), Charles Lampkin (Sam)

## Francini? Who is Francini?
- Titolo originale: Francini? Who is Francini?
- Diretto da: Gerald Mayer
- Scritto da: Howard Dimsdale e Barry Oringer

### Trama
- Guest star: Lee Krieger (Mendy), David Fresco (Rombom), John Bleifer (Golombeck), Richard Dreyfuss, Pippa Scott (Molly Francini), Linda Lawson (Laura Fremont), Jim McMullan (dottor Terry McDaniel), Gabriel Dell (Michael Francini), David Renard, Edwin Max (Lewis Kruger), Steven Marlo (Jack Casey), Ward Wood (Dooley), Lillian Adams (Mrs. Simmons)

## Then I, and You, and All of Us Fall Down
- Titolo originale: Then I, and You, and All of Us Fall Down
- Diretto da: Irving Lerner
- Scritto da: Norman Katkov

### Trama
- Guest star: Brian Bedford (Pat Jordan), Charles Irving (giudice), Len Lesser (tenente Bentley), Dick Clark (dottor David Langley), Linda Lawson (Laura Fremont), Noam Pitlik (patologo), Rockne Tarkington (Abraham), Steven Marlo (Jack Casey)

## No More, Cried the Rooster—There Will Be Truth
- Titolo originale: No More, Cried the Rooster—There Will Be Truth
- Diretto da: Harvey Hart
- Scritto da: Howard Dimsdale e Jo Pagano

### Trama
- Guest star: James Hong (Harry Lee), Anna Hagan (Lila), Benson Fong (Lee), James Shigeta (dottor Harvey Lee), Malachi Throne (Martin Phelps), Linda Lawson (Laura Fremont), Walter Reed (Wilfred Blake), Martin Priest (Drake), Ron Whalen (Whelan), Antoinette Bower (Ann Phelps), Laurie Ichino (Jenny), Charles Irving (giudice), George Murdock (Byron Davis)

## The Importance of Being 65937
- Titolo originale: The Importance of Being 65937
- Diretto da: Alan Crosland Jr.
- Scritto da: Kevin DeCourcey e Barry Oringer

### Trama
- Guest star: Scott Graham (Glover), Macdonald Carey (George McFadden), Martin Priest (Drake), Wolfe Barzell (Danziger), Ned Glass (dottor Abraham Goodman), Linda Lawson (Laura Fremont), Billy Snyder (Eggers), Phil Posner (Danziger), R. N. Bullard (dottor Edward West), Linda Gaye Scott (Dora McFadden), Harry Swoger (Ruby)

## When Givers Prove Unkind
- Titolo originale: When Givers Prove Unkind
- Diretto da: Gerald Mayer
- Scritto da: Howard Dimsdale e Michael Zagor

### Trama
- Guest star: Jonathan Hole (Pinckney), Gregory Morton (Walter Williams), Linda Marsh (Claudia Bateman), Allyn Joslyn (Alec Bateman), Ned Glass (dottor Abraham Goodman), Linda Lawson (Laura Fremont), Wilfrid Hyde-White (dottor Manning Taylor), Don Keefer (Vic)

## The Man from Quasilia
- Titolo originale: The Man from Quasilia
- Diretto da: Irving Lerner
- Scritto da: Oliver Crawford e Howard Dimsdale

### Trama
- Guest star: Al Waxman (Plainclothesman), Victor French (dottor Wood), Nicolas Surovy (Tony), Penny Santon (Mama Bedoya), Ned Glass (dottor Abraham Goodman), Wilfrid Hyde-White (dottor Manning Taylor), Gregory Morton (Walter Williams), Linda Lawson (Laura Fremont), Barbara Luna (Teresa Bedoya), Nico Minardos (dottor Luis Campos), Joseph Mell (dottor Marcus)

## Why Did the Day Go Backwards?
- Titolo originale: Why Did the Day Go Backwards?
- Diretto da: Harvey Hart
- Scritto da: Howard Dimsdale e Barry Oringer

### Trama
- Guest star: Jamie Farr (Bloom), Dennis Robertson (dottor Albert Steele), Don Haggerty (Sam McKendrick), Lainie Kazan (Delia), Linda Lawson (Laura Fremont), Wilfrid Hyde-White (dottor Manning Taylor), Don Francks (Alan Ames), Curt Conway (Eddie Davis), Steven Marlo (Jack Casey), Larry D. Mann (Joe Ricci)

## If You Really Want to Know What Goes On In a Hospital...
- Titolo originale: If You Really Want to Know What Goes On In a Hospital...
- Diretto da: Harry Landers
- Scritto da: Chester Krumholz

### Trama
- Guest star: Craig Hundley (Michael Tevlin), Burt Mustin (Parker), Lloyd Gough (Robert Hanley), Robert Karnes (Jones), Gregory Morton (Walter Williams), Linda Lawson (Laura Fremont), Noam Pitlik (patologo), Sally Kellerman (Barbara Ames), Don Francks (Alan Ames), Bill Zuckert (Charlie Farmer), Michael Murphy (dottor J. Wells Savage)

## If You Play Your Cards Right, You Too Can Be a Loser
- Titolo originale: If You Play Your Cards Right, You Too Can Be a Loser
- Diretto da: Vince Edwards
- Scritto da: John T. Dugan e Howard Dimsdale

### Trama
- Guest star: Vincent Gardenia (Tevlin), Louise Latham (Ellen Carter), Davy Jones (Greg Carter), Lloyd Gough (Robert Hanley), Linda Lawson (Laura Fremont), Gary Haynes (Murphy), Dolores Quinlan (Mrs. Tevlin), Otto Waldis (Stefan Dyboski), Duke Farley (Sir Edward Crane), Craig Hundley (Michael Tevlin), John McLiam (Andrew Carter), Yvonne Craig (Mary Dyboski Carter)

## In Case of Emergency, Cry Havoc
- Titolo originale: In Case of Emergency, Cry Havoc
- Diretto da: Harvey Hart
- Scritto da: Howard Browne e Steven W. Carabatsos

### Trama
- Guest star: Geraldine Brooks, Gregory Morton (Walter Williams), Kathy Garver, Dolores Quinlan (Mrs. Tevlin), Craig Hundley (Michael Tevlin), Vincent Gardenia (Tevlin), John Crowther, Lloyd Gough (Robert Hanley), Virginia Gregg, Henry Beckman

## Meantime, We Shall Express Our Darker Purpose
- Titolo originale: Meantime, We Shall Express Our Darker Purpose
- Diretto da: John Meredyth Lucas
- Scritto da: Steven W. Carabatsos e Ben Fox

### Trama
- Guest star: Richard Karlan (tenente Bruce Watson), Joe E. Tata (dottor Wayne Marlow), Robert Burr (padre Ingram), Vincent Gardenia (Tevlin), Judi Meredith (Betty Cramer), Virginia Gregg (Mrs. Graham), Peter Lazar (Bobby Gelson), Craig Hundley (Michael Tevlin), Dolores Quinlan (Mrs. Tevlin), Alfred Ryder (Kendrick)

## For San Diego, You Need a Different Bus
- Titolo originale: For San Diego, You Need a Different Bus
- Diretto da: Harry Landers
- Scritto da: Howard Dimsdale e Barry Oringer

### Trama
- Guest star: Ann Elder (Carla Granger), Ed Gilbert (Robert Cramer), Dane Clark (Jack West), Wolfe Barzell (Ignatz Berezinski), Sidney Blackmer (dottor Morgan Granger), Davis Roberts (James Rockley), Judi Meredith (Betty Cramer), Indus Arthur (Nellie Wilder), Virginia Gregg (Mrs. Granger), Greg Mullavy (dottor Malcolm Plum)

## Smile, Baby, Smile, It's Only Twenty Dols of Pain
- Titolo originale: Smile, Baby, Smile, It's Only Twenty Dols of Pain
- Diretto da: Gerald Mayer
- Scritto da: Harold Gast

### Trama
- Guest star: Ed Gilbert (Robert Cramer), Charles Francisco (Tom Loomis), Joanne Gilbert (Miss Clausson), Dana Wynter (Eva Robinson), Judi Meredith (Betty Cramer), Jan Shutan (Joanie Cramer), Sidney Blackmer (dottor Morgan Granger), Virginia Gregg (Mrs. Graham), Indus Arthur (Carla Granger), Pamela McMyler (Susan)

## Fun and Games and Other Tragic Things
- Titolo originale: Fun and Games and Other Tragic Things
- Diretto da: Alan Crosland Jr.
- Scritto da: Howard Dimsdale e Chester Krumholz

### Trama
- Guest star: Ed Gilbert (Robert Cramer), Sidney Blackmer (dottor Morgan Granger), Frank Aletter (Tom Farnsworth), Heidy Hunt (Paula Jordan), Judi Meredith (Betty Cramer), Jan Shutan (Joanie Cramer), Virginia Gregg (Mrs. Graham), Noam Pitlik (patologo), Indus Arthur (Carla Granger), Dolores Sutton (Ann Farnsworth)

## Weave Nets to Catch the Wind
- Titolo originale: Weave Nets to Catch the Wind
- Diretto da: Marc Daniels
- Scritto da: Tina Pine

### Trama
- Guest star: David Ladd, Ed Gilbert (Robert Cramer), Lenore Kingston, Indus Arthur (Carla Granger), Judi Meredith (Betty Cramer), Rita D'amico, Jeanne Cooper (Anna Medalie), Noam Pitlik (patologo), Sidney Blackmer (dottor Morgan Granger), Jan Shutan (Joanie Cramer), Gene Lyons

## Lullaby for a Wind-Up Toy
- Titolo originale: Lullaby for a Wind-Up Toy
- Diretto da: John Meredyth Lucas
- Scritto da: Richard Bartlett e Richard Leichester

### Trama
- Guest star: Sherwood Price (Owen Carter), Willard Sage (Morton Ulrich), Brooke Bundy (Janice Blaney), Murray MacLeod (Artie Rhodes), Indus Arthur (Carla Granger), Sidney Blackmer (dottor Morgan Granger), Jack Carter (Fred Blaney)

## Where Did All the Roses Go?
- Titolo originale: Where Did All the Roses Go?
- Diretto da: Marc Daniels e Jud Taylor
- Scritto da: Barbara Merlin e Milton Merlin

### Trama
- Guest star: Joe Maross (dottor Charles Sutter), Matt Clark (Patient), Kim Darby (Gail McBride), Sherwood Price (Owen Carter), Ned Glass (dottor Abraham Goodman), Jayne Massey (Mickey Turner), Viveca Lindfors (Vivian Bennett)

## Twenty-Six Ways to Spell Heartbreak, A, B, C, D ...
- Titolo originale: Twenty-Six Ways to Spell Heartbreak, A, B, C, D ...
- Diretto da: Harry Landers
- Scritto da: Robert Guy Barrows e Meredith Sklar

### Trama
- Guest star: Juliet Mills (Joan Lloyd), Margaret Blye (Susan Craig), Carole Mathews (Jennie Alden), Peter Haskell (dottor Anson Brooks), Ned Glass (dottor Abraham Goodman), Jeanne Vaughn (Clara Mercer), Robert Lipton (Jerry Brewster), Jack Weston (Ralph Alden)

## Pull the Wool Over Your Eyes, Here Comes the Cold Wind of Truth
- Titolo originale: Pull the Wool Over Your Eyes, Here Comes the Cold Wind of Truth
- Diretto da: Jud Taylor
- Scritto da: Teddi Sherman, Judith Plowden e Allan Scott

### Trama
- Guest star: Peter Haskell (dottor Anson Brooks), Robert Lipton (Jerry Brewster), Sam Groom (Marshall Dawson), Margaret Blye (Susan Craig), Juliet Mills (Joan Lloyd), Jeanne Vaughn (Clara Mercer)

## Then, Suddenly, Panic
- Titolo originale: Then, Suddenly, Panic
- Diretto da: Marc Daniels
- Scritto da: Dean Riesner

### Trama
- Guest star: Gavin MacLeod, Kathryn Grant, Alice Rodriguez, Richard Collier, Janet Blair, Buddy Lewis, Edith Leslie, Bryan O'Byrne, Sheryl Fromberg